# Dian Fossey
Dian Fossey (San Francisco, SAD, 16. siječnja 1932. –  Nacionalni park vulkana, Ruanda, 26. prosinca 1985.) bila je američka zoologinja koja je osamnaest godina radila na proučavanju gorila u Ruandi i DR Kongu. Proučavala ih je svakodnevno u planinskim šumama Ruande, a za svoj rad na tom području hrabrio ju je poznati antropolog Louis Leakey. Njezina knjiga iz 1983., „Gorile u magli“ kombinacija je njezinih istraživanja i osobne priče o planinskim gorilama. Godine 1985. Fossey je ubijena, a slučaj je i danas otvoren.
Smatrala se jednim od najistaknutijih primatologa još u vrijeme dok je bila živa, te je zajedno s Jane Goodall i Birute Galdikas činila takozvane „Trimate“, skupinu tri najistaknutija znanstvenika koja su se bavila temom primata (Fossey je proučavala gorile; Goodall čimpanze; a Galdikas orangutane).

## Život i karijera
Dian Fossey je rođena u San Franciscu u Kaliforniji. Otac George E. Fossey III. radio je za jedno osiguravajuće društvo, a majka Kathryn "Kitty" (Kidd) Fossey bila je fotomodel. Neni su se roditelji razveli kad je navršila šest godina. Njezina se majka preudala sljedeće godine za biznismena Richarda Pricea. Otac je pokušavao ostati u bliskom kontaktu s kćeri, ali njena se majka protivila tome, tako da je Dian izgubila kontakt s njim. Dianin očuh Richard Price, nikad se nije odnosio prema njoj kao prema kćerci. Nije primjerice dopuštao da sjedi za stolom u blagavaoni za vrijeme večere zajedno sa svojom majkom. Kao osoba koja zahtjeva strogu disciplinu, Richard Price nije pružao Dian gotovo nikakavu emotivnu potporu. Boreći se s osobnom nesigurnošću, Dian se počinje zanimati za životinje kao način stjecanja osjećaja pripadnosti.
Fossey se obrazovala i srednjoj školi Lowell, a završila je i poslovni tečaj. Za vrijeme ljetnog boravka na ranču u Montani u dobi od 19 godina rasplamsala joj se ljubav prema životinjama i upisala je veterinarski tečaj na fakultetu biologije na Kalifornijskom sveučilištu Davis. Nije htjela upisati poslovnu školu kako su htjeli njezini roditelji, pa od njih nije dobila nikakvu novčanu potporu kojim bi se mogla uzdržavati za vrijeme studija. Radila je kao prodavačica u supermarketu te kao strojar u tvornici.
Iako je bila uzoran student imala je poteškoća s osnovnim znanstvenim predmetima poput fizike i kemije, te nije položila drugu godinu studija. Prebacila se na Državno sveučilište San Jose na studij radne terapije gdje je i diplomuirala 1954. godine. U početku se bavila radnom terapijom u raznim bolnicama u Kaliforniji, radeći prvenstveno s oboljelima od tuberkuloze, da bi se 1955. preselila u Kentucky i zaposlila kao terapeut za djecu s invaliditetom. U to vrijeme je živjela na jednoj farmi i u slobodno vrijeme se brinula za životinje.

## Rad u Africi

### Borba protiv krivolova
Godine 1966. Diane Fossey daje otkaz nakon što joj je Louis Leakey potvrdio da će dobiti novčana sredstva za istraživanje planinskih gorila. Predložio joj je da provede dugo istraživanje na gorilama, baš kao Jane Goodall na čimpanzama. Nakon ovladavanja swahilijem i devetomjesečenog intenzivnog studija primatologije, 1963. otputovala je u Nairobi. Neko vrijeme Dian je promatrala Goodall i njezine metode proučavanja. U suradnji s fotografom Alanom Rootm, Dian je 1976. započela terenski rad na promatranju gorila u svom prirodnom staništu u Kabari (Kongo). Živeći u šatorima, Dian se jednom mjesečno spuštala do automobila u podnožju planine i vozila u dva sata udaljeno selo kako bi obnovila zalihe hrane i ostalih potrepština.
1967. Dian odlazi u Ruandu, osnivajući tamo Karisoke centar za istraživanje. Među lokalnim stanovništvom postala je poznata kao Nyirmachabelli, što u doslovnom prijevodu znači „Žena koja živi sama u planini.“
Za razliku od gorila u Kongu, gorile u Ruandi nisu bile obuhvaćene ranijim Schallerovim istraživanjem. Ove gorile poznavale su ljude samo kao krivolovce što je uzrokovalo problem za Dian – morala ih je promatrati iz malo veće udaljenosti. Mnogi studenti koji su s njom radili na terenu otišli su, ne mogavši podnijeti hladne, mračne i iznimno prljave uvjete područja na obroncima vulkana Virunga. Ondje se prolaz za ljude obično stvarao sječenjem do dva metra visoke trave mačetama.
Za boravka ondje Fossey je objavila rat krivolovcima i uz njezinu pomoć nekolicina njih bila je i uhićena i osuđena na dugogodišnje zatvorske kazne. Prije njenog dolaska, krivolovci su često korumpirali čuvare nacionalnog parka kako ih ne bi ometali u krivolovu na mladunčad gorila za prodaju zoološkim vrtovima. U slučajevima opasnosti za mladunčad, čopor gorila običava krenuti u borbu do smrti, tako da su krivolovci često morali usmrtiti čitav čopor odraslih da bi oteli mladunčad za preprodaju. Fossey je pronašla i novčana sredstva za plaće četiri djelatnika koji su imali zadatak uništavanja zamki za gorile. U četiri mjeseca 1979. uništeno je 987 zamki koje su postavili krivolovci.
Godine 1978. Dian je pokušala spriječiti prijevoz dvoje mladih gorila Cocoa i Puckera u zoološki vrt u Njemačku. Tijekom lova na mladunce dvadeset odraslih gorila je ubijeno. Dian je dobila mlade gorile kako bi se pobrinula za ozljede koje su zadobile prilikom lova. Uz puno truda vratila im je prvobitno zdravlje. Unatoč Dianinom prigovoru i neslaganju, mladunčad je prevezena u Njemačku gdje su živjeli devet mjeseci u zatočeništvu i uginuli, oba u istom mjesecu. Tada je počela s propagiranjem ideje da je držanje životinja u „zatvoru“ kako bi se ljudi zabavili potpuno neetično.
Gorile iz skupine koje nisu bile unutar Dianinog istraživanja bile su masovno izlovljavane, pet do deset jedinki u istom danu. To ju je potaknulo da organizira vlastite ophodnje protiv krivolova. Njezine kontrolne grupe gorila nisu bile žrtvama krivolova, sve dok njezin najdraži gorila Digit nije ubijen. Nešto kasnije iste je godine gorila Bert ustrijeljena u srce dok je pokušavala spasiti svoga sina Kwelija od zarobljavanja. Kwelijeva majka Macho također je ubijena u lovu. Iako Kweli nije bio uhvaćen radi intervencije gorile Berta, Kweli je uginuo tri mjeseca poslije, bolno i polako od gangrene koja je nastupila zbog ranjavanja vatrenim oružjem.

### Protivljenje turizmu i osnivanje zaklade Digit
Dian se snažno protivila turizmu jer je uočeno kako gorile nisu otporne na ljudske bolesti poput gripe. Izvijestila je o nekoliko slučajeva gdje su gorile uginule zbog bolesti koje su im prenijeli turisti. Turizam je također promatrala kao najezdu na prirodno stanište gorila i remećenje njihovog ponašanja i življenja.
Za vrijeme lova u kojem je ubijen Digit, Dian je uočila zanimljiva djelovanja koja je taj gorila poduzeo kako bi zaštitio svoju skupinu. Zadobio je pet prostrijelnih rana prije nego što je ubio psa lovokradice i tako je omogućio bijeg za 13 gorila koje su se našle u tom dijelu šume za vrijeme napada. Krivolovci su raskomadali Digitovo tijelo i prodali njegove šake za izradu pepeljara. Nakon što je Digitovo tijelo pronađeno, Fossey i njezini suradnici pronašli su jednog od lovokradica, koji je pak izdao ostalu petoricu iz njegove skupine. Troje od njih su kažnjeni zatvorom.
Tada je osnovala zakladu za prikupljanje novca s kojim bi mogla financirati sprječavanje krivolova. Nazvala ju je zaklada Digit po njenom najdražem gorili (danas Dian Fossey Gorilla Fund). Često se protivila novčanoj pomoći međunarodnih udruga, koje su iz nepoznavanja situacije na terenu često novčano pomagali lovočuvare nacionalnih parkova, ne znajući da su oni u sprezi s lovokradicama.
Smrti nekih od njezinih najdražih gorila dovele su do toga da se manje posvetila znanstvenim istraživanjima i više se okrenula zaštiti gorila. S vremenom su se njezini suradnici i ona počeli služiti sve agresivnijim metodama zaštite gorila od lovokradica: uništenje zamki, prijetnje i zarobljavanje lovokradica, podmetanje požara u lovačke logore, te zadržavanje njihove stoke za razmjenu za uhvaćene gorile. Fossey je također stalno poticala lokalne policijske dužnosnike na provođenje zakona te im pomagala u istragama.

## Smrt
Dian je pronađena mrtva krajem prosinca 1985. u sobi svoje kabine u planinama Virunga, ubijena mačetom, udaljena dva metra od otvora kojeg je napadač izrezao u zidu kabine. Napadač ju je sustigao u pokušaju punjenja oružja, ali je odabrala pogrešnu vrstu streljiva tijekom borbe. Kabina je bila puna razbijenog stakla i prevrnutog namještaja. Pljačka nije bila motiv zločina je su u kabini pronađeni mnogi vrijedni predmeti kao i tisuće dolara u gotovini, fotografska oprema i putnički čekovi. Posljednji zapis u njezinom dnevniku bio je: „Kada spoznate vrijednost svega života, manje zdvajate nad prošlošću i više se usredotočujete na očuvanje budućnosti.“
Pokopana je na groblju Karisoke pored Digita, na mjestu koje je sama uredila za mnoge gorile koje su ubijene tijekom krivolova. Za ubojstvo je optužen njezin asistent Wayne McGuire. U Ruandi je osuđen u odsustvu, ali kaznu nije služio jer je otišao u Ameriku. Njegova e krivnja, ipak, jako upitna.
U noći njezinog ubojstva, limeni zid spavaće sobe bio je izrezan baš na mjestu gdje nije bilo namještaja. Istražiteli su zaključili da je riječ o nekome tko je boravio u njezinoj kabini i prije, tko je bio upoznat s njezinim navikama i djelovanjem. Njezina biografkinja Mowat kaže kako je malo vjerojatno da su ju ubili krivolovci. Mnoge vrijedne stvari koje su pronađene u kabini daju naslutiti da ubojstvo nije bilo djelo siromašnih krivolovaca. Prema biografkinji, krivolovci bi ju lakše ubili u šumi bez da se izlažu riziku. Ona smatra da su Dian ubili oni kojima je sprječavala financijsku dobit od turizma i izrabljivanja gorila.

## Znanstvena dostignuća i naslijeđe
Njezina znanstvena postignuća bila su u otkrićima kako se ženke prebacuju iz grupe u grupu tijekom desetljeća, vokalizaciji gorila, hijerarhiji i vezama unutar grupe, rijetkom infanticidu, prehrani gorila i preradi hranjivih tvari.
Godine 1980. Fossey je dobila titulu PhD na Sveučilištu Cambridge u Ujedinjenom Kraljevstvu i smatrala se najvećim stručnjakom za psihologiju i etologiju planinskih gorila onog doba. Sama je za njih rekla kako su to „Dostojanstveni, visoko socijalizirani nježni divovi s individualnim osobnostima i jakim obiteljskim vezama.“
O njenom je životu 1988. godine snimljen film Gorile u magli, sa Sigourney Weaver u glavnoj ulozi.